# Glen Matlock
Glen Matlock (Greenford, 27 augustus 1956) is de eerste bassist van de Sex Pistols.
Hij verliet de band in 1977, na een ruzie met Johnny Rotten. Hij zei dat hij 'eruit gezet' was, omdat hij 'van The Beatles hield'. Dit werd later ontkend door gitarist Steve Jones. Glen werd vervangen door John Ritchie, beter bekend als Sid Vicious. Hij heeft zich publiekelijk uitgesproken tegen de Brexit.

## Externe link

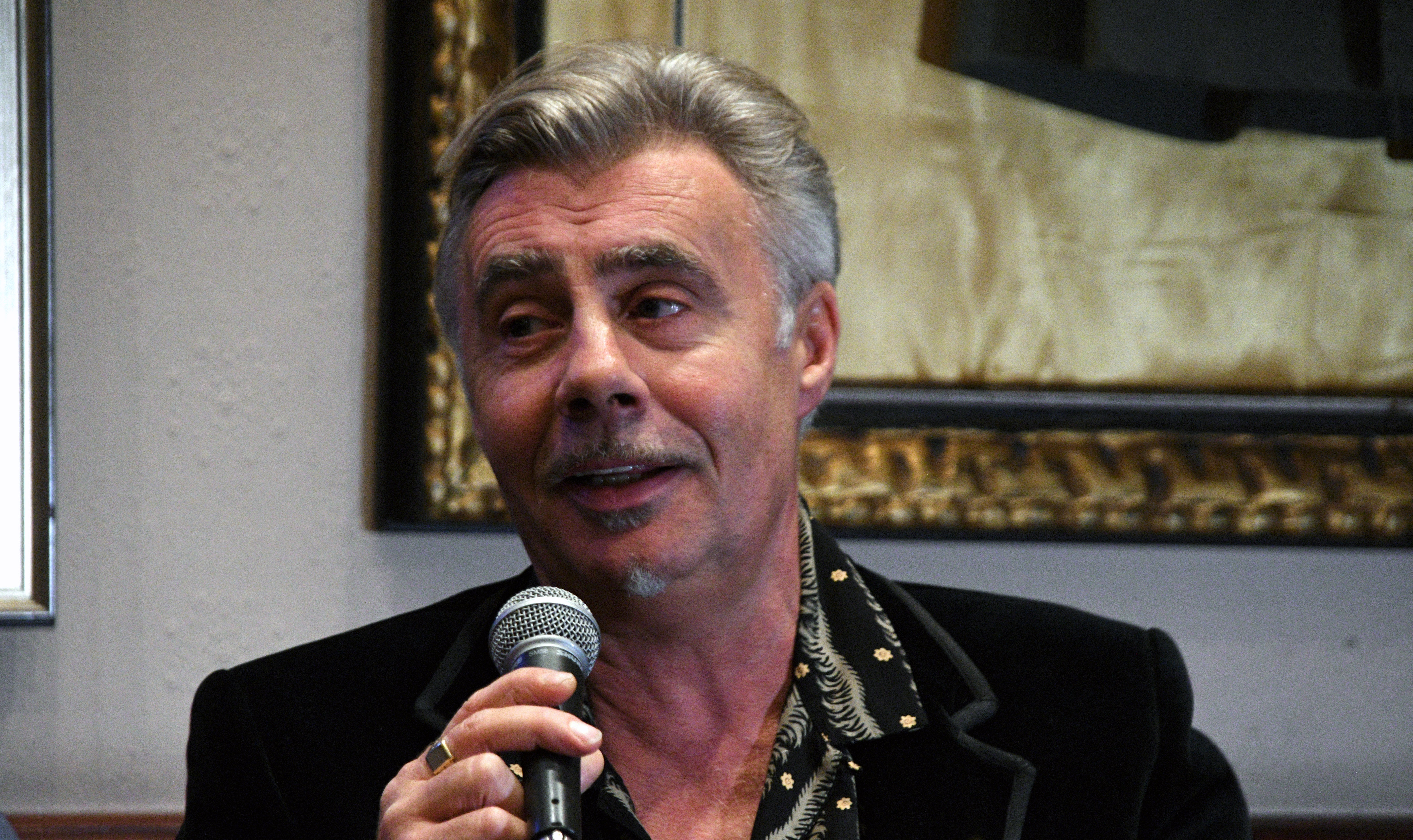
Glen Matlock